# یواس‌سی‌جی‌سی ونتوروس (دبلیوام‌ئی‌سی-۶۲۵)
یواس‌سی‌جی‌سی ونتوروس (دبلیوام‌ئی‌سی-۶۲۵) (به انگلیسی: USCGC Venturous (WMEC-625)) یک کشتی بود که طول آن ۲۱۰' ۶" بود. این کشتی در سال ۱۹۶۸ ساخته شد.